# Stefan Verwey
Stefan Verwey (Nijmegen, 13 januari 1946 – aldaar, 19 september 2024) was een Nederlands cartoonist en striptekenaar.
Verweys eerste publicatie was de strip Broeder Gosewijn, die gebaseerd is op zijn ervaringen op een kostschool in Oss. De strip werd uitgegeven in Nederland, België, Zuid-Afrika en Italië. Tussen 1973 en 2020 leverde hij bijdragen aan de rubriek Dag in Dag uit van de Volkskrant en later ook op andere plaatsen in deze krant. Later verschenen zijn tekeningen ook in dagblad De Gelderlander en in De Standaard der Letteren. Zijn tekenstijl was aanvankelijk maatschappijkritisch en grimmig, met scherpe, hoekige lijnen, maar na een langdurig verblijf in het ziekenhuis in de jaren tachtig werd zijn stijl milder en ironischer. 
Een favoriet en vaak terugkerend onderwerp van Verwey waren boeken en boekenverzamelaars. In de Volkskrant tekende hij dan ook voor het katern Cicero, later Sir Edmund geheten en dat aan boeken is gewijd.
De Kunsthal te Rotterdam had van december 1999 tot februari 2000 een overzichtstentoonstelling van het werk van Verwey.
In 1987 won Verwey de Ton Smits-penning en in 1999 en 2000 de Inktspotprijs.
Verwey overleed in september 2024 op 78-jarige leeftijd.

## Cartoonbundels
De bundels worden uitgegeven door uitgeverij De Harmonie in Amsterdam
- Niks aan de hand (1978)
- Vrij en blij (1980)
- Overleven? Doe het zelf! (1982)
- Het nieuws in kleur (1983)
- Waar zit de pijn precies? (1986)
- Lang zullen ze leven! (1989)
- Dit paradijsje houden we geheim! (1991)
- Had u gereserveerd? (1994)
- Het boek was beter (1999)
- Titel zoekt boek (2001)
- Het papier is op (2003)
- Ziet er verdacht uit (2007)
- Alles op straat (2009)
- Beschaving zoekt sponsor (2012)
- Hoe open ik een boek (2014)

- Gemeinsame Normdatei: 123750881
- International Standard Name Identifier: 0000 0000 2057 2576
- Library of Congress Control Number: n78097668
- Nederlandse Thesaurus van Auteursnamen: 069310165
- RKD-Nederlands Instituut voor Kunstgeschiedenis: 80773
- Virtual International Authority File: 20597339
- WorldCat: E39PBJtcB8B3Dv9MPqDK6qk4bd